# Csehszlovák férfi kosárlabda-válogatott
A csehszlovák férfi kosárlabda-válogatott Csehszlovákia férfi kosárlabda csapata volt 1932 és 1992 között, amelyet a Csehszlovák kosárlabda-szövetség (csehül: Československá basketbalová federace) irányított. A legjobb eredményüket 1946-ban érték el, amikor megnyerték az Európa-bajnokságot, emellett hat alkalommal ezüst, öt alkalommal pedig bronzérmet szereztek a kontinenstornákon.

## Története
A legelső Európa-bajnokságot Svájcban rendezték 1935-ben és a csehszlovákok szerezték meg a bronzérmet. Részt vettek az 1936. évi berlini olimpiai játékokon, ahol Magyarország ellen játék nélkül győztek, a második fordulóban Svájctól kikaptak 25–12-re, de a rendező Németországot legyőzték 20–9-re a reményágon, Uruguaytól viszont 28–19-re kaptak ki a harmadik fordulóban és végül a tizenegyedik helyen zárták a tornát. Az 1937-es Európa-bajnokságon a hetedik helyen végeztek. 1939-ben nem vettek részt az Európa-bajnokságon.
A II. világháborút követő legelső Európa-bajnokságot 1946-ban rendezték Svájcban. A csehszlovákok megnyerték a csoportját Svájc és Belgium előtt és bejutottak az elődöntőbe, ahol Magyarországot győzték le 42–28-ra. A döntőben Olaszországot is megverték 34–32-re és megnyerték az Európa-bajnokságot. Egy évvel később 1947-ben ismét bejutottak a döntőbe, de azt elveszítették a Szovjetunió ellen 56–37-re. Az 1951-es Európa-bajnokság döntőjében ugyanez a két válogatott találkozott és ezúttal 45–44-re nyertek a szovjetek. 1953-ban a negyedik helyen végezek, majd 1955-ben ezüst, 1957-ben pedig bronzérmet szereztek. Az 1959-es Európa-bajnokságon a szovjetek mögött a második helyen zárták a tornát. Az 1960-as római olimpián elért hatodik hely a legjobb helyezésük az ötkarikás játékokon. Európa-bajnokságon legközelebb 1967-ben végeztek érmes pozícióban, akkor is a Szovjetunióval találkoztak a döntőben és kaptak ki 89–77-re. Az 1969-es, az 1977-es és az 1981-es kontinenstornán bronzérmet szereztek. Az 1985-ös Európa-bajnokságon játszották az utolsó döntőjüket, amit 120–89-re elveszítettek a Szovjetunió ellen. Világbajnokságon először 1970-ben szerepeltek és a hatodik helyen végeztek. Utolsó tornájukat 1991-ben került sor, mert két évvel később, 1993-ban felbomlott az államalakulat.

## Eredmények
| Olimpiai játékok | Olimpiai játékok | Olimpiai játékok | Olimpiai játékok | Olimpiai játékok |
| Év               | Eredmény         | M                | Gy               | V                |
| ---------------- | ---------------- | ---------------- | ---------------- | ---------------- |
| 1936             | 11.              | 4                | 2                | 2                |
| 1948             | 7.               | 8                | 5                | 3                |
| 1952             | 10.              | 3                | 1                | 2                |
| 1956             | Nem jutott be    | Nem jutott be    | Nem jutott be    | Nem jutott be    |
| 1960             | 5.               | 9                | 6                | 3                |
| 1964             | Nem jutott be    | Nem jutott be    | Nem jutott be    | Nem jutott be    |
| 1968             | Nem jutott be    | Nem jutott be    | Nem jutott be    | Nem jutott be    |
| 1972             | 8.               | 9                | 4                | 5                |
| 1976             | 6.               | 7                | 3                | 4                |
| 1980             | 9.               | 8                | 4                | 4                |
| 1984             | Nem jutott be    | Nem jutott be    | Nem jutott be    | Nem jutott be    |
| 1988             | Nem jutott be    | Nem jutott be    | Nem jutott be    | Nem jutott be    |
| 1992             | Nem jutott be    | Nem jutott be    | Nem jutott be    | Nem jutott be    |
| Összesen         | 7/13             | 48               | 25               | 23               |

| FIBA-világbajnokság | FIBA-világbajnokság | FIBA-világbajnokság | FIBA-világbajnokság | FIBA-világbajnokság |
| Év                  | Eredmény            | M                   | Gy                  | V                   |
| ------------------- | ------------------- | ------------------- | ------------------- | ------------------- |
| 1950                | Nem indult          | Nem indult          | Nem indult          | Nem indult          |
| 1954                | Nem indult          | Nem indult          | Nem indult          | Nem indult          |
| 1959                | Nem indult          | Nem indult          | Nem indult          | Nem indult          |
| 1963                | Nem jutott be       | Nem jutott be       | Nem jutott be       | Nem jutott be       |
| 1967                | Nem jutott be       | Nem jutott be       | Nem jutott be       | Nem jutott be       |
| 1970                | 6.                  | 9                   | 4                   | 5                   |
| 1974                | 10.                 | 7                   | 4                   | 3                   |
| 1978                | 9.                  | 7                   | 5                   | 2                   |
| 1982                | 10.                 | 7                   | 4                   | 3                   |
| 1986                | Nem jutott be       | Nem jutott be       | Nem jutott be       | Nem jutott be       |
| 1990                | Nem jutott be       | Nem jutott be       | Nem jutott be       | Nem jutott be       |
| Összesen            | 4/11                | 30                  | 17                  | 13                  |

| Európa-bajnokság | Európa-bajnokság | Európa-bajnokság | Európa-bajnokság | Európa-bajnokság |
| Év               | Eredmény         | M                | Gy               | V                |
| ---------------- | ---------------- | ---------------- | ---------------- | ---------------- |
| 1935             |                  | 3                | 2                | 1                |
| 1937             | 7.               | 5                | 1                | 4                |
| 1939             | Nem indult       | Nem indult       | Nem indult       | Nem indult       |
| 1941             | Elmaradt         | Elmaradt         | Elmaradt         | Elmaradt         |
| 1946             |                  | 4                | 4                | 0                |
| 1947             |                  | 7                | 6                | 1                |
| 1949             | Nem indult       | Nem indult       | Nem indult       | Nem indult       |
| 1951             |                  | 8                | 5                | 3                |
| 1953             | 4.               | 10               | 7                | 3                |
| 1955             |                  | 10               | 8                | 2                |
| 1957             |                  | 10               | 8                | 2                |
| 1959             |                  | 8                | 6                | 2                |
| 1961             | 5.               | 9                | 4                | 5                |
| 1963             | 10.              | 9                | 4                | 5                |
| 1965             | 7.               | 9                | 6                | 3                |
| 1967             |                  | 9                | 7                | 2                |
| 1969             |                  | 7                | 6                | 1                |
| 1971             | 5.               | 7                | 3                | 4                |
| 1973             | 4.               | 7                | 4                | 3                |
| 1975             | 6.               | 7                | 3                | 4                |
| 1977             |                  | 7                | 6                | 1                |
| 1979             | 4.               | 9                | 5                | 4                |
| 1981             |                  | 9                | 5                | 4                |
| 1983             | 10.              | 7                | 2                | 5                |
| 1985             |                  | 8                | 4                | 4                |
| 1987             | 8.               | 8                | 2                | 6                |
| 1989             | Nem jutott be    | Nem jutott be    | Nem jutott be    | Nem jutott be    |
| 1991             | 6.               | 5                | 2                | 3                |
| Összesen         | 24/27            | 182              | 110              | 72               |